# Terbregseveld
Het Terbregseveld is een grasweiland en polderlandschap in de Nederlandse stad Rotterdam. Het bevindt zich tussen de wijken Terbregge en Ommoord. In het noorden grenst de rivier de Rotte aan het Terbregseveld. Het Tebregseveld is ontoegankelijk voor bezoekers. Er bevinden zich geen wegen en paden door het gebied.
Vanwege de verlenging van rijksweg 16 wordt het Terbregseveld grotendeels heringericht. De snelweg zal het veld dwars doorsnijden waarbij in het noorden de tunnelmond zich bevindt. Ook worden er diverse fiets- en wandelpaden aangelegd.